# Victory SC
Ne pas confondre avec le Victory Sportif Club, club haïtien de football
Maillots
Le Victory Sports Club (en maldivien : ވިކްޓްރީ ސްޕޯޓްސް ކްލަބް), plus couramment abrégé en Victory SC, est un club maldivien de football fondé en 1971 et basé à Malé, la capitale de l'archipel.

## Palmarès
| \| - Championnat des Maldives (12) : - Champion : 1986, 1988, 1992, 1993, 2000, 2001, 2002, 2003, 2005, 2006, 2009 et 2011. - Vice-champion : 1998, 2007, 2008, 2010 et 2012. - Coupe des Maldives (4) : - Vainqueur : 1993, 2000, 2009 et 2010. - Finaliste : 1989, 1996 et 2004. \| \| - Supercoupe des Maldives (1) : - Vainqueur : 2006. \| |  |                                                     |
| - Championnat des Maldives (12) : - Champion : 1986, 1988, 1992, 1993, 2000, 2001, 2002, 2003, 2005, 2006, 2009 et 2011. - Vice-champion : 1998, 2007, 2008, 2010 et 2012. - Coupe des Maldives (4) : - Vainqueur : 1993, 2000, 2009 et 2010. - Finaliste : 1989, 1996 et 2004.                                                                 |  | - Supercoupe des Maldives (1) : - Vainqueur : 2006. |

## Personnalités du club

### Présidents du club
- Ismail Sujau
- Eva Abdulla
- Ahmed Ayaz Rasheed
- Mohamed Ismail

### Entraîneurs du club
- Lev Bourtchalkine (1985-1987)
- Viktor Nosov (1985-?)
- Abdul Jaleel
- Mauroof Ahmed
- Ali Suzain
- Yutto Higashikuni
- László Kiss